# Rio Warnow
O rio Warnow é um rio do estado de Meclemburgo-Pomerânia Ocidental, Alemanha, que desagua no Mar Báltico próximo da cidade de Rostock.
A nascente do Warnow está localizada 10 km ao norte de Parchim, no extremo oeste do Mecklenburgische Seenplatte. Ele corre para o norte por Sternberg, Bützow e Schwaan antes de chegar a Rostock. 
Warnabi, uma tribo eslava medieval, provavelmente tem seu nome derivado de Warnow.